# Lighters Up
Lighters Up é uma canção do cantor de Reggae estadunidense Snoop Lion, lançada em 18 de dezembro de 2012, como segundo single para seu decimo segundo álbum de estúdio Reincarnated. A faixa conta com a participações dos cantores de reggae jamaicanos Mavado e Popcaan, e participação não creditada de Jahdan Blakkamoore no refrão. O single foi produzido pelo grupo de produtores Major Lazer e Dre Skull.

## Faixas
| Descarga digital |                                      |         |  |
| N.º              | Título                               | Duração |  |
| 1.               | "Lighters Up" (com Mavado & Popcaan) | 3:46    |  |

## Vídeo e musica
O vídeo da musica foi dirigido por Andy Capper, e lançado em 2 de Fevereiro de 2013, no canal do artista na plataforma VEVO.

## Desempenho nas paradas
| Paradas (2012)                                  | Melhor posição |
| ----------------------------------------------- | -------------- |
| Bélgica (Ultratop 50 de Flandres)               | 29             |
| Estados Unidos (Billboard Reggae Digital Songs) | 3              |
| Reino Unido (UK Singles Chart)                  | 195            |